# Circulocolumella
Circulocolumella är ett släkte av svampar. Circulocolumella ingår i familjen Hysterangiaceae, ordningen Hysterangiales, klassen Agaricomycetes, divisionen basidiesvampar och riket svampar.
|                  | Hysterangium                                     |
|                  |                                                  |
|                  | Aroramyces                                       |
|                  |                                                  |
| Circulocolumella | \| \| Circulocolumella hahashimensis \| \| \| \| |
|                  | \| \| Circulocolumella hahashimensis \| \| \| \| |
|                  | Boninogaster                                     |
|                  |                                                  |
|                  | Clathrogaster                                    |
|                  |                                                  |
|                  | Circulocolumella hahashimensis                   |
|                  |                                                  |

|  | Circulocolumella hahashimensis |
|  |                                |